# Culcita
Culcita — рід папоротей, що містить два види. Вид C. coniifolia населяє неотропіки від півдня Мексики до півдня Бразилії. Вид C. macrocarpa населяє Макаронезію й Піренейський півострів. Це єдиний рід у власній родині Culcitaceae або згідно з Plants of the World Online належить до родини Cyatheaceae.

## Опис
Це багаторічні трав'янисті кореневищні волохаті рослини. Борознисті черешки мають у перерізі судинний пучок у формі каналу. Вздовж борозни черешка майже по всій довжині подвійними рядами проходять залози від каштанового до червоно-бурого кольору. Листова пластина завдовжки з черешок, 4 чи 5 разів периста, слабо волохата. Від блідо до каштаново-коричневого кольору волоски ≈ 2 см завдовжки, за винятком волосків листової пластини, які мають довжину від 0.5 до 1 сантиметра. Соруси мають ширину ≈ 3 міліметри. Спори чотиригранно-сферичні та триплетні. Основне число хромосом, x = 66.

## Галерея

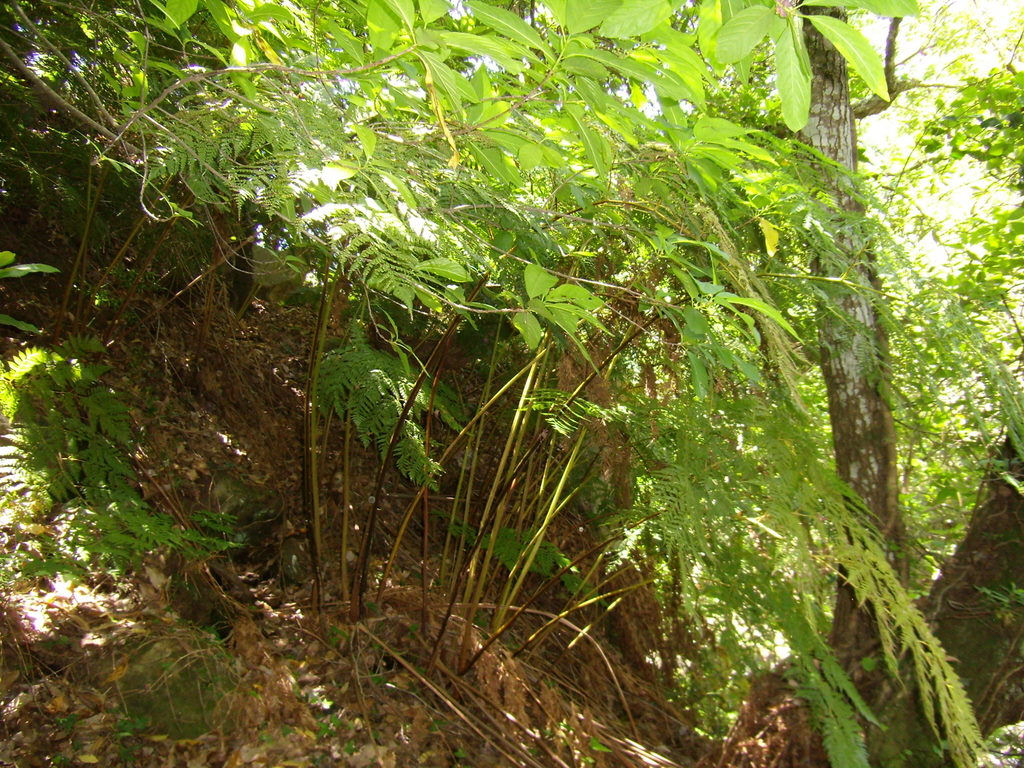
Зарості C. macrocarpa
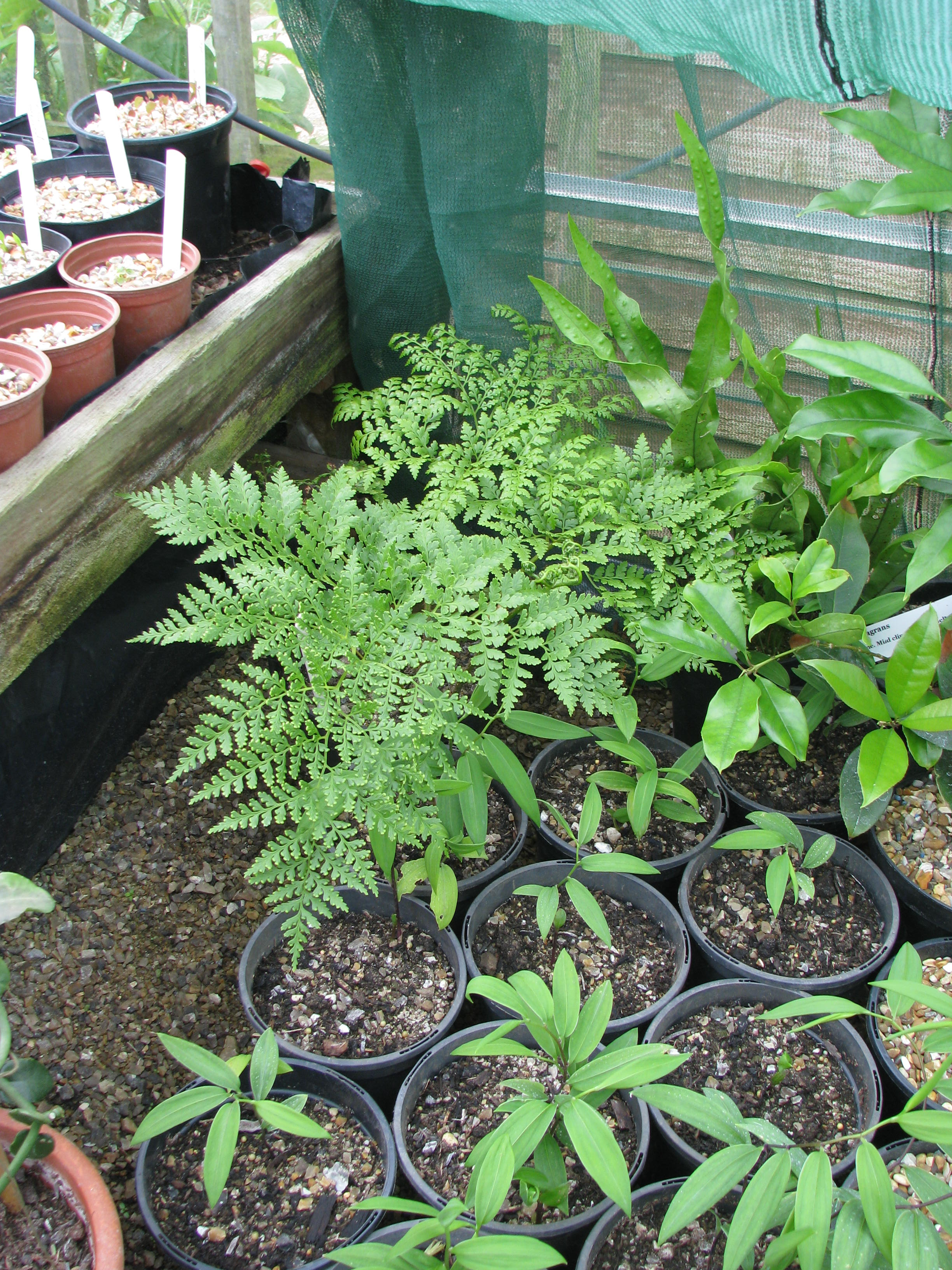
C. macrocarpa як горщикова культура
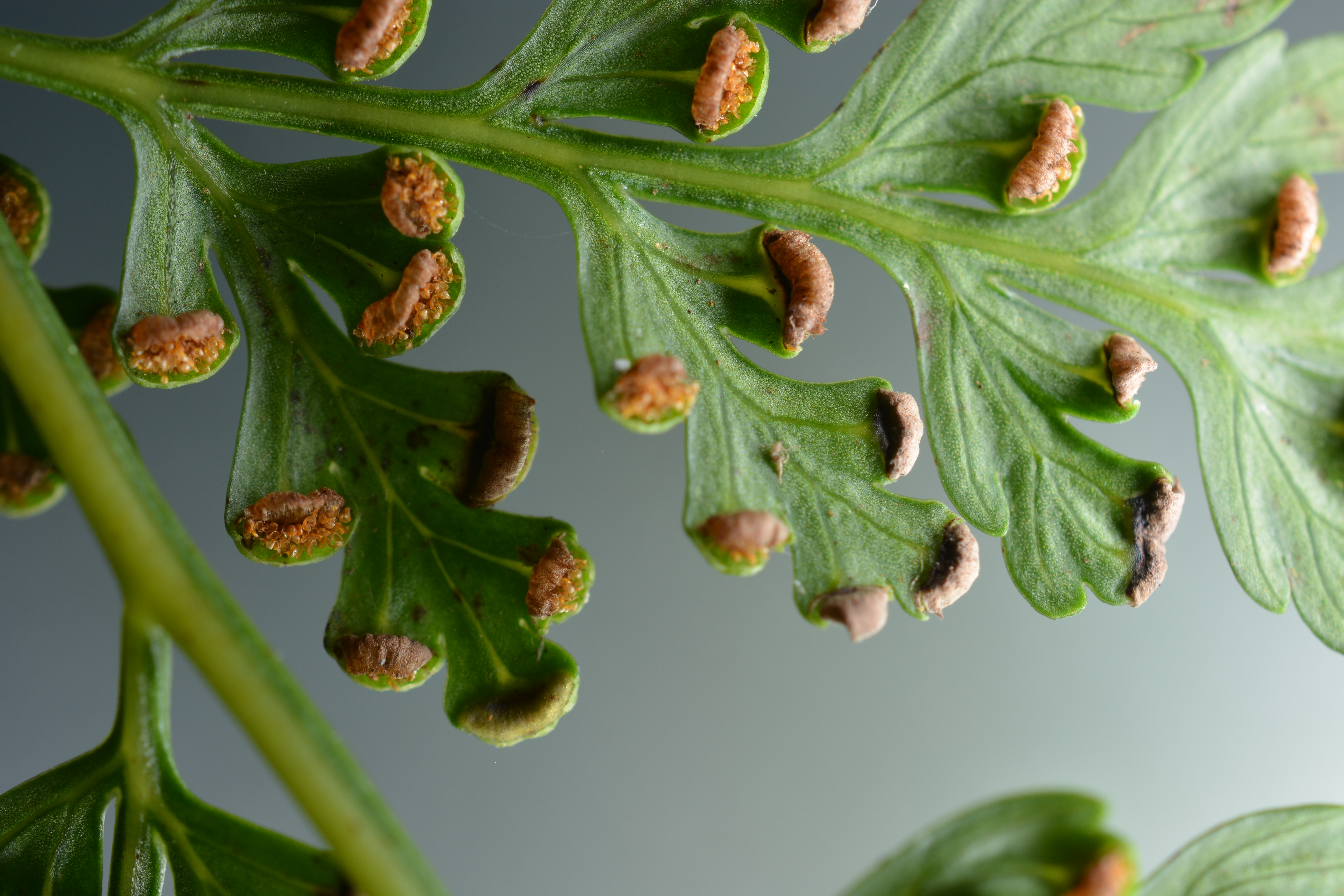
Нижня сторона листка C. macrocarpa із сорусами